# Joe Lynch (Boxer)

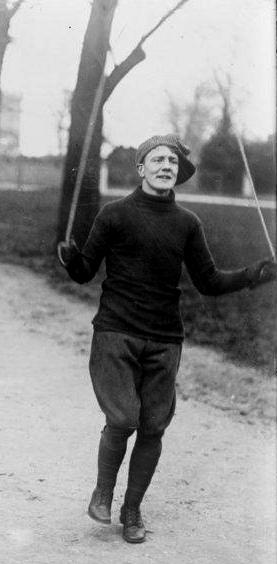
Joe Lynch (1919)

Joe Lynch (* 30. November 1898 in New York City; † 1. September 1965) war ein US-amerikanischer Boxer im Bantamgewicht.

## Profikarriere
Im Jahre 1915 begann er erfolgreich seine Karriere. Am 22. Dezember 1920 boxte er gegen Pete Herman um die universelle Weltmeisterschaft und siegte durch einstimmigen Beschluss. Diesen Gürtel verlor er am 25. Juli des darauffolgenden Jahres im Rückkampf gegen Pete Herman nach Punkten.
Am 10. Juli 1922 errang er jedoch abermals den universellen Weltmeistertitel, als er Johnny Buff in Runde 14 durch T.K.o. schlug. Im Dezember desselben Jahres kam zudem mit einem einstimmigen Punktsieg über Midget Smith der Weltmeisterschaftstitel des Verbandes NBA hinzu (die NBA nannte sich im Jahre 1962 in WBA um).
Am 21. März 1924 verlor er die Gürtel an Abe Goldstein nach Punkten.
Im Jahre 1926 beendete er seine Karriere.
Im Jahre 2005 fand Lynch Aufnahme in die International Boxing Hall of Fame.